# Academia Militară Tereziană

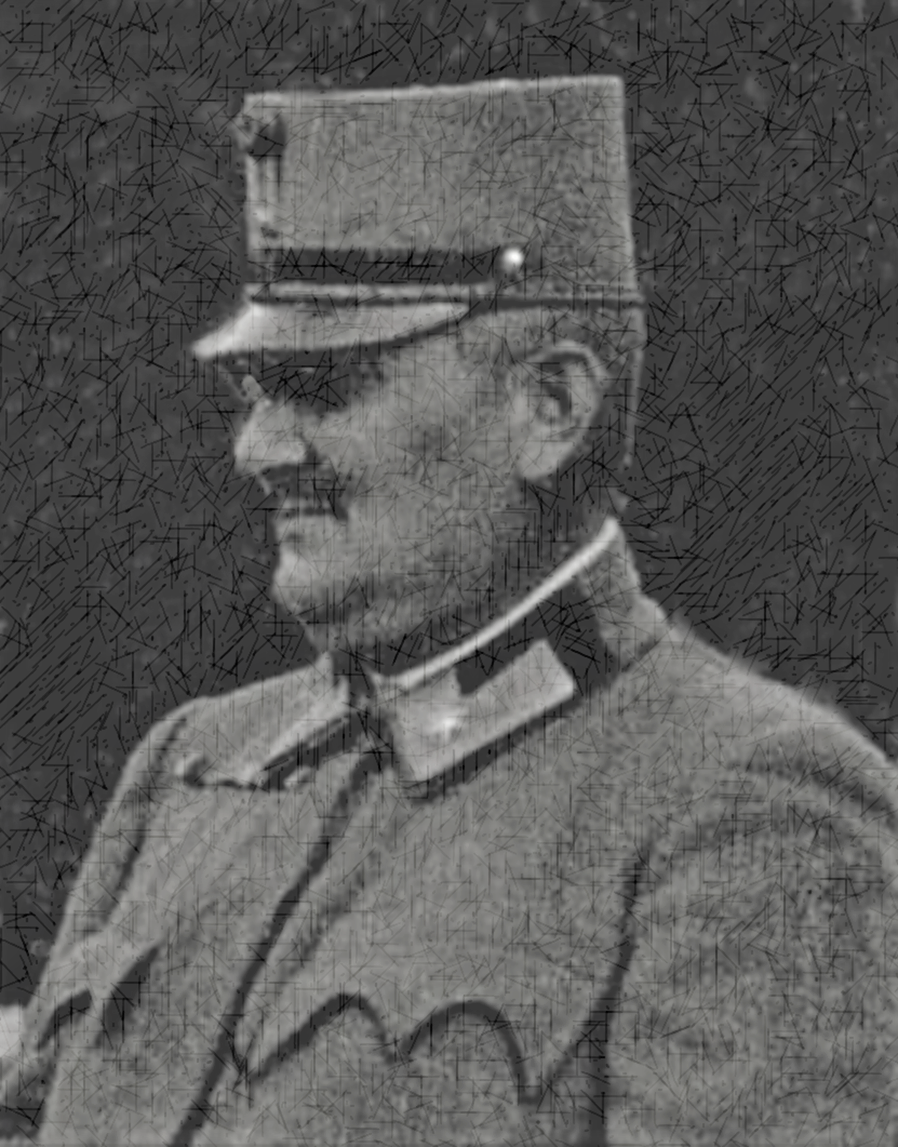
Generalul Gheorghe Domășnean, fost șef de promoție al Academiei Tereziene

Academia Militară Tereziană a fost înființată pe 14 decembrie 1751 din inițiativa împărătesei Maria Terezia și este astfel cea mai veche academie militară din lume. Clădirea academiei se află în Wiener Neustadt. Ofițerii armatei austro-ungare au fost formați aici până în anul 1918. Inițial perioada de formare dura 11 ani, fiind redusă treptat la 3 ani.
Primul director al Academiei Militare Tereziene a fost contele feldmareșal Leopold Josef von Daun.
Un episod inedit în istoria instituției a avut loc în martie 1938, când Rudolf Towarek, generalul comandant al academiei, a refuzat să o predea Wehrmacht-ului după anexarea Austriei de către Germania nazistă. Lui Towarek i s-a retras comanda și a fost scos la pensie. În anul 1958 a devenit președinte de onoare al absolvenților Academiei Tereziene.
În martie 1938 colonelul Erwin Rommel a fost numit comandant al academiei în locul generalului Towarek.
În prezent în clădire funcționează Academia Militară a Austriei.

## Absolvenți
- János Bolyai (1802-1860), matematician maghiar din Transilvania
- George Pomuț (1818-1882), general și diplomat american de origine română
- Traian Doda (1822-1895), general român în armata austriacă, deputat
- Theodor Seracin (1836-1901), general român în armata austro-ungară
- Anatol Bigot de Saint-Quentin (1849-1932), general de cavalerie austro-ungar
- Karl von Pflanzer-Baltin (1855-1925), general austro-ungar comandant al trupelor austro-ungare din Bucovina și Albania
- Arthur Arz von Straussenburg (1857-1935), general sas, ultimul șef al Marelui Stat Major al armatei austro-ungare
- Traian Băcilă (1867-1931), general român în armata austro-ungară, apoi în cea română
- Dănilă Papp (1868-1950), general român, ambasador al Regatului României pe lângă Sfântul Scaun
- August von Spiess (1864-1953), ofițer german, director al vânătorilor regale din perioada interbelică
- Gheorghe Domășnean (1868-1940), general român, primar al Timișoarei
- Alexandru Wassilko de Serecki (1871-1920), ofițer român în armata austro-ungară, apoi în cea română